# Blindato (film)
Blindato (Armored) è un film del 2009 diretto da Nimród Antal.

## Trama
Un gruppo di guardie giurate ha intenzione di compiere una rapina perfetta ai danni della compagnia per la quale lavorano, nascondendo 42 milioni di dollari, per poi tenerseli simulando una rapina. Raggiunto il deposito, il luogo concordato, iniziano a nascondere il denaro, ma la guardia Quinn uccide un barbone nelle vicinanze, ritenuto un guardone. Ty Hackett, avvilito dal delitto, si chiude dentro un blindato, pentito delle sue azioni. Nonostante le continue minacce, Ty fa suonare la sirena del blindato, attirando l'attenzione di un poliziotto che viene ferito da Baines. Dopo che Ty ha tratto in salvo il poliziotto, Mike Cochrane, manda Quinn a casa di Ty, per poter prendere in ostaggio Jimmy. Intanto Dobbs viene ucciso da Palmer, perché tentava di aiutare Ty, e poi lo stesso Palmer si suicida, pentito anche lui. Intanto Ty riesce a uccidere Quinn e Baines, grazie a dei petardi, usati a mo' di bomba, e uccide Mike, facendolo cadere in un fosso con il blindato. Il film si conclude con Ty, in ospedale assieme al poliziotto ed a Jimmy, che riceve un premio dal suo capo, Duncan Ashcroft.

## Distribuzione
Il film è uscito negli Stati Uniti il 4 dicembre 2009, distribuito da Screen Gems. 
In Italia sarebbe dovuto uscire il 4 giugno 2010, ma Sony Pictures ha optato solamente per l'uscita tecnica in dvd e Blu-ray Disc il 21 luglio.